# Немцов (фильм)
«Немцов» — документальный фильм о российском политике Борисе Немцове. Автор и режиссёр — Владимир Кара-Мурза (мл.), исполнительный продюсер — Ренат Давлетгильдеев. Фильм был снят в 2015—2016 годах и впервые показан 9 октября 2016 года на Немцовском форуме в Берлине.

## Показы
Российская премьера фильма состоялась в Нижнем Новгороде 30 ноября 2016 года, в день 25-летия со дня назначения Немцова главой администрации Нижегородской области. Показы прошли более чем в 30 российских городах, а также в странах Западной Европы и Северной Америки. На показах фильма присутствовали депутаты законодательных собраний субъектов РФ, депутаты парламентов стран Европейского союза и депутаты Европейского парламента, члены парламента Канады и Конгресса США. С 9 октября 2017 года фильм находится в открытом доступе.

## Сюжет
Фильм рассказывает о разных этапах жизни и карьеры Бориса Немцова: о его научной деятельности, участии в движении против строительства атомной станции в Горьком, работе в российском парламенте, реформах, которые он проводил на посту губернатора Нижегородской области, переходе в правительство при Борисе Ельцине и уходе в оппозицию и участии в протестном движении при Владимире Путине. Сам Кара-Мурза называет свой фильм «портретом»; по его словам, его целью было «показать Бориса, каким он был в жизни — без клеветы и вранья, без того карикатурного образа, который ему создавала госпропаганда». Режиссёр отметил, что «в фильме о Немцове вспоминают разные люди — с полярным отношением к 90-м и к сегодняшней власти; не только оппозиционеры, но и вполне себе встроенные в систему. И для меня было важно, что те, кто могли бы испугаться, не испугались». Как подчеркивают авторы, «в этом фильме нет смерти. В нём — только жизнь одного из самых ярких политиков современной России».

## Действующие лица
По данным официального сайта фильма, в фильме участвовали:
- Борис Абрамович
- Виктор Аксючиц
- Владимир Буковский
- Татьяна Гришина
- Дмитрий Гудков
- Сергей Доренко
- Лилия Дубовая
- Нина Зверева
- Михаил Касьянов
- Евгений Киселёв
- Юрий Лебедев
- Виктор Лысов
- Джон Маккейн
- Игорь Маскаев
- Алексей Навальный
- Борис Надеждин
- Жанна Немцова
- Раиса Немцова
- Олег Сысуев
- Строуб Толботт
- Ирина Хакамада
- Михаил Ходорковский
- Ольга Шорина
- Валентин Юмашев
- Татьяна Юмашева (Дьяченко)
- Григорий Явлинский
- Сергей Ястржембский
- Илья Яшин

## Оценки
По словам кинокритика Артемия Троицкого, фильм Кара-Мурзы — «это то, что называется по-французски оммаж, то есть это фильм-посвящение. В качестве фильма-посвящения, мне кажется, он абсолютно безупречен». Телевизионный обозреватель Арина Бородина отметила, что авторы фильма провели «колоссальн[ую] работ[у] с архивом, на экране большая, яркая, мощная, смелая жизнь». По мнению политолога Александра Морозова, «в этом фильме показано, что Борис Немцов был политиком очень высокой степени открытости и искренности, что эта позиция в историческом смысле слова выигрышная». Жанна Немцова назвала фильм Кара-Мурзы «фильм[ом] друга о друге»; по её словам, «очевидно, что это, конечно, не отстраненная картина, это картина, которую сделал Кара-Мурза о любимом человеке».

## Награды
За работу над фильмом «Немцов» Владимир Кара-Мурза был награждён премией имени А. Д. Сахарова «За журналистику как поступок». Решение жюри было принято в декабре 2017, церемония награждения состоялась в Москве 31 января 2018.